# برنارد موس
برنارد موس (بالإنجليزية: Bernard Moss)‏ هو أستاذ جامعي وعالم كيمياء حيوية وباحث أمريكي، ولد في 26 يوليو 1937.